# Breuningiana
Breuningiana is een kevergeslacht uit de familie van de boktorren (Cerambycidae). De wetenschappelijke naam van het geslacht werd voor het eerst geldig gepubliceerd in 1936 door Strand.

## Soorten
Breuningiana is monotypisch en omvat slechts de volgende soort:
- Breuningiana pulchra (Jordan, 1894)